# Bermesnil
Bermesnil est une commune française située dans le département de la Somme en région Hauts-de-France.
Elle est formée par la réunion, en 1972, de celles de Bernapré et de  Mesnil-Eudin.

## Géographie

### Localisation
Bermesnil est un village picard du Vimeu.
À vol d'oiseau, la localité est située à 7 km au nord-ouest de Beaucamps-le-Vieux, 7 km au sud-ouest de Oisemont, 9 km au sud-est de Blangy-sur-Bresle, 24 km au sud-ouest d'Abbeville et à 40 km à l'ouest d'Amiens.
Le territoire de la commune est limitrophe de ceux de quatre communes.
Les communes limitrophes sont  Andainville, Inval-Boiron, Lignières-en-Vimeu et Senarpont.

### Hydrographie
La commune est traversée par la ligne de partage des eaux entre les bassins hydrographiques Artois-Picardie et Seine-Normandie. Elle n'est drainée par aucun cours d'eau.

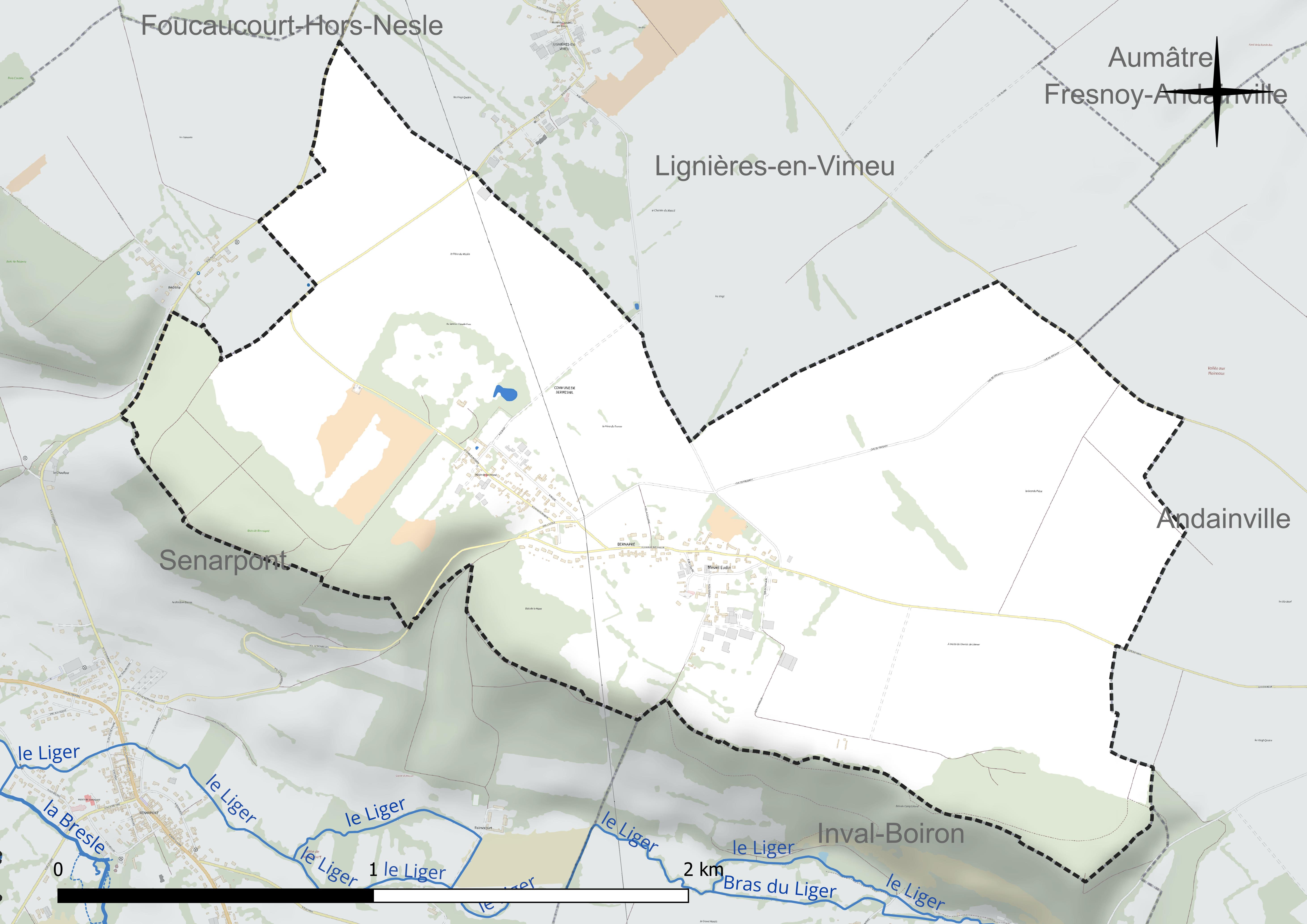
Réseau hydrographique de Bermesnil.

### Climat
Pour des articles plus généraux, voir Climat des Hauts-de-France et Climat de la Somme.
En 2010, le climat de la commune est de type climat océanique altéré, selon une étude du CNRS s'appuyant sur une série de données couvrant la période 1971-2000. En 2020, Météo-France publie une typologie des climats de la France métropolitaine dans laquelle la commune est exposée à un climat océanique et est dans la région climatique Côtes de la Manche orientale, caractérisée par un faible ensoleillement (1 550 h/an) ; forte humidité de l'air (plus de 20 h/jour avec humidité relative > 80 % en hiver), vents forts fréquents.
Pour la période 1971-2000, la température annuelle moyenne est de 9,9 °C, avec une amplitude thermique annuelle de 13,6 °C. Le cumul annuel moyen de précipitations est de 838 mm, avec 13,2 jours de précipitations en janvier et 8,8 jours en juillet. Pour la période 1991-2020, la température moyenne annuelle observée sur la station météorologique la plus proche, située sur la commune d'Oisemont à 7 km à vol d'oiseau, est de 11,1 °C et le cumul annuel moyen de précipitations est de 801,4 mm,. Pour l'avenir, les paramètres climatiques de la commune estimés pour 2050 selon différents scénarios d'émission de gaz à effet de serre sont consultables sur un site dédié publié par Météo-France en novembre 2022.

## Urbanisme

### Typologie
Au 1er janvier 2024, Bermesnil est catégorisée commune rurale à habitat dispersé, selon la nouvelle grille communale de densité à sept niveaux définie par l'Insee en 2022.
Elle est située hors unité urbaine et hors attraction des villes,.

### Occupation des sols
L'occupation des sols de la commune, telle qu'elle ressort de la base de données européenne d'occupation biophysique des sols Corine Land Cover (CLC), est marquée par l'importance des territoires agricoles (76,7 % en 2018), une proportion identique à celle de 1990 (76,7 %). La répartition détaillée en 2018 est la suivante : 
terres arables (55,9 %), prairies (20,8 %), forêts (17 %), zones urbanisées (6,2 %). L'évolution de l'occupation des sols de la commune et de ses infrastructures peut être observée sur les différentes représentations cartographiques du territoire : la carte de Cassini (XVIIIe siècle), la carte d'état-major (1820-1866) et les cartes ou photos aériennes de l'IGN pour la période actuelle (1950 à aujourd'hui).

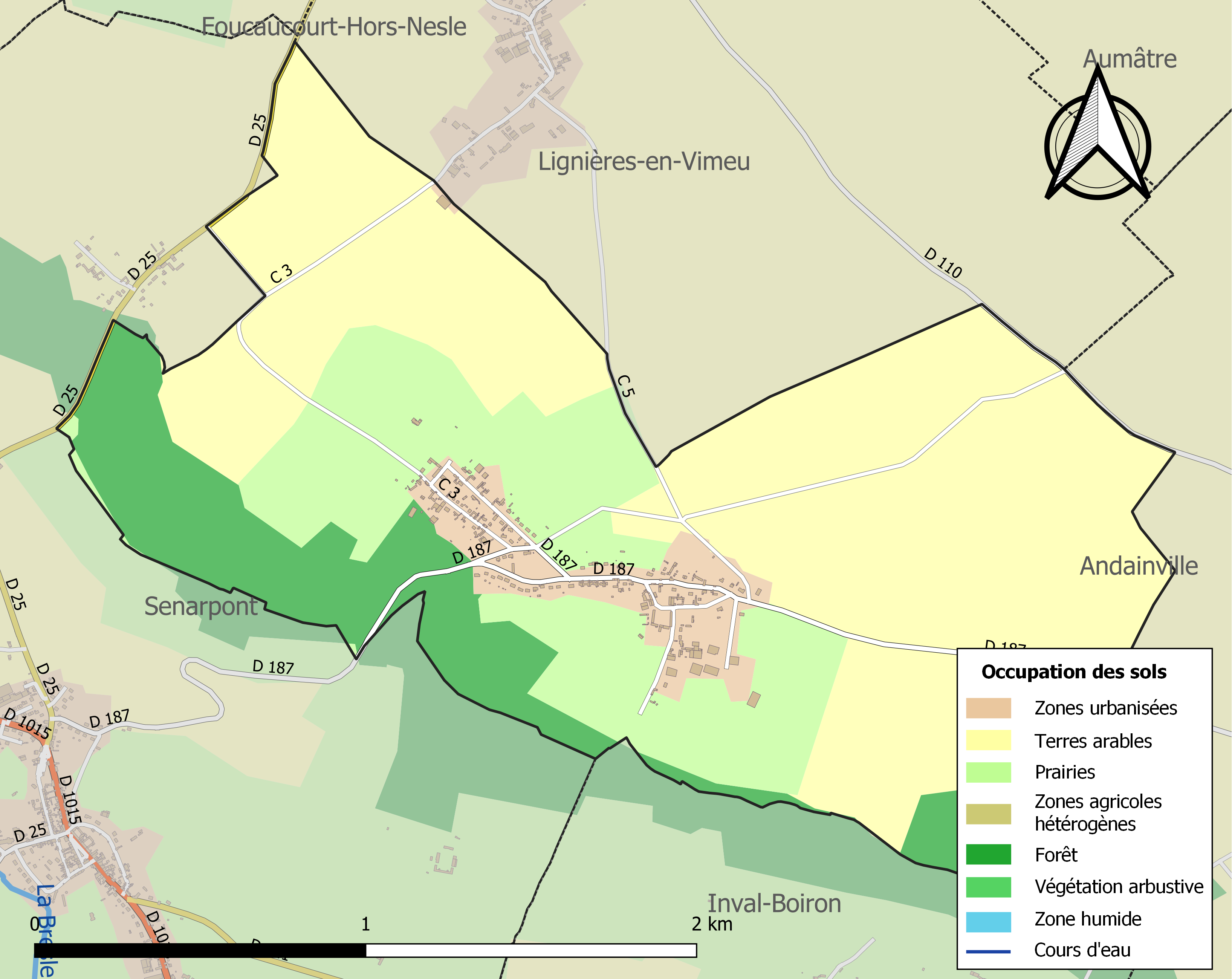
Carte des infrastructures et de l'occupation des sols de la commune en 2018 (CLC).

### Voies de communication et transports
Bermesnil est aisément accessible depuis le tracé initial de l'ex-route nationale 15 bis (actuelle RD 1015 ou route de la Vallée de la Bresle).

## Toponymie
Le néo-toponyme de Bermesnil a été créé, en 1972, à partir des noms des deux anciennes communes qui le constituent, Bernapré et de Mesnil-Eudin.
Bernapré est attesté sous les formes Bernardus pratus en 1206 ;  Bernapré en 1337 ; Binapré en 1698 ; Bernaprez en 1731 ; Bernard Pré en 1787.

De l'anthroponyme germanique Bernehart et du suffixe pratum.
Mesnil-Eudin est attesté sous les formes Maisnil (1157.) ; Maisnil-Odain (1301.) ; Maisnil-Œudin (1646.) ; Mesnil-Odan (1648.) ; Mesnil-Endin (1657.) ; Le Mesnil (1657.) ; Menil-Audin (1698.) ; Mesnil-Heudin (1757.) ; Mesnil-Gudin (1761.) ; Menil Heudin (1763.) ; Mesnil-Eudin (1766.) ; Le Mainil (1778.) ; Le Menil-Ouden (1787.) ; Le Mesnil-Endin ; Menil-Eudin (1790.).

Mesnil-Eudin est la demeure d'Eudes, transformée en diminutif.

## Histoire
Des silex ouvragés ont été trouvés à Mesnil-Eudin, sur le versant droit de la vallée du Liger, attestant de la présence très ancienne de nos ancêtres sur le territoire.
Sur une butte, dans les herbages de la ferme à Mesnil-Eudin, on voit encore en 1899 les ruines d'un château féodal ainsi que les fossés et le puits. Le dernier seigneur du lieu, dénommé Charles François de Calonne mourut le 12 décembre 1778  sous le règne de Louis XVI,.
Lors de la guerre franco-allemande de 1870, sur les six jeunes de Mesnil-Eudin qui ont combattu pendant l'année terrible 1870-1871, l'un d'entre eux a trouvé la mort.
Les propriétés de la ferme de Mesnil-Eudin sont passées de M. de Biencourt en 1789 à M. du Passage, puis elles sont au comte de Waziers en 1899.
En 1899, Bernapré se compose d'un château moderne et de 25 à 30 masures sans importance. À peu de chose près, tout le territoire appartient aux propriétaires des châteaux de Bernapré et de Lignières.
Seconde Guerre mondiale
Le 29 juin 1944, un bombardement allié tente de détruire la piste de V1 de Bernapré.
Bernapré est décoré de la Croix de guerre 1939-1945 avec étoile de bronze le 11 novembre 1948
En 1972, les communes de Bernapré et Mesnil-Eudin fusionnent pour former la commune de Bermesnil.

## Politique et administration

### Rattachements administratifs et électoraux
La commune se trouvait jusqu'en 2009 dans l'arrondissement d'Amiens du département de la Somme. De 2009 à 2016, elle est intégrée à l'arrondissement d'Abbeville, avant de réintégrer le 1er janvier 2017 l'arrondissement d'Amiens. Pour l'élection des députés, elle fait partie depuis 2012 de la troisième circonscription de la Somme.
Elle faisait partie depuis 1793 du canton d'Oisemont. Dans le cadre du redécoupage cantonal de 2014 en France, la commune est intégrée au canton de Poix-de-Picardie.

### Intercommunalité
La commune était membre de la petite communauté de communes de la Région d'Oisemont (CCRO), créée au 1er janvier 1995.
Dans le cadre des dispositions de la loi portant nouvelle organisation territoriale de la République du 7 août 2015, qui prévoit que les établissements publics de coopération intercommunale (EPCI) à fiscalité propre doivent avoir un minimum de 15 000 habitants, la préfète de la Somme propose en octobre 2015 un projet de nouveau schéma départemental de coopération intercommunale (SDCI) qui prévoit la réduction de 28 à 16 du nombre des intercommunalités à fiscalité propre du département.
Ce projet prévoit la « fusion des communautés de communes du Sud-Ouest Amiénois, du Contynois et de la région d'Oisemont », le nouvel ensemble de 37 412 habitants regroupant 120 communes,. À la suite de l'avis favorable de la commission départementale de coopération intercommunale en janvier 2016, la préfecture sollicite l'avis formel des conseils municipaux et communautaires concernés en vue de la mise en œuvre de la fusion.
La communauté de communes Somme Sud-Ouest (CC2SO), dont est désormais membre la commune, est ainsi créée au 1er janvier 2017.

### Politique locale
Les « Bignon » sont maires de Bernapré de père en fils de 1900 à 2020. Paul Bignon, chevalier de la Légion d'honneur, ancien banquier est ainsi maire de Bernapré de 1919 jusqu'à sa mort en 1957. Il était fils de Charles Bignon, maire d'Abbeville de 1896 à 1923
Jérôme Bignon, député gaulliste, devient maire de Bermesnil en 1980 à la mort de son père Charles et y reste vingt-et-un ans, son frère Jean-Paul lui succède en 2001.

### Liste des maires
| Période   | Période                       | Identité                               | Étiquette    | Qualité |
| --------- | ----------------------------- | -------------------------------------- | ------------ | --- |
| 1972      | mars 1980                     | Charles Bignon,                        | UDR puis RPR | Directeur des Ets Cosserat, combattant volontaire de la Résistance, ancien de la 2e DB Député de la 3e circonscription de la Somme (1968 → 1978) Maire de Bernapré (1957 → 1971) Conseiller général d'Oisemont (1964 → 1980) Chevalier de la Légion d'honneur, Croix de guerre 1939-1945 Décédé en fonction |
| mars 1980 | mars 2001                     | Jérôme Bignon, (Fils du précédent)     | RPR puis UMP | Avocat au barreau de Paris Sénateur de la Somme (2014 → 2020) Député de la 3e circonscription de la Somme (1993 → 1997 et 2002 → 2012) Conseiller général d'Oisemont (1980 → 2014) Conseiller régional de Picardie (1986 → 1993 et en 2004)                                                                 |
| mars 2001 | juillet 2020                  | Jean-Paul Bignon, (Frère du précédent) | DVD          | |
| 2020      | En cours (au 2 décembre 2020) | Roger Taverne                          |              | Agriculteur |

## Population et société

### Démographie
L'évolution du nombre d'habitants est connue à travers les recensements de la population effectués dans la commune depuis 1793. Pour les communes de moins de 10 000 habitants, une enquête de recensement portant sur toute la population est réalisée tous les cinq ans, les populations de référence des années intermédiaires étant quant à elles estimées par interpolation ou extrapolation. Pour la commune, le premier recensement exhaustif entrant dans le cadre du nouveau dispositif a été réalisé en 2005.

En 2022, la commune comptait 201 habitants, en évolution de −9,87 % par rapport à 2016 (Somme : −1,26 %, France hors Mayotte : +2,11 %).
| 1793 | 1800 | 1806 | 1821 | 1831 | 1836 | 1841 | 1846 | 1851 |
| ---- | ---- | ---- | ---- | ---- | ---- | ---- | ---- | ---- |
| 149  | 116  | 127  | 135  | 152  | 136  | 159  | 172  | 165  |

| 1856 | 1861 | 1866 | 1872 | 1876 | 1881 | 1886 | 1891 | 1896 |
| ---- | ---- | ---- | ---- | ---- | ---- | ---- | ---- | ---- |
| 156  | 165  | 162  | 143  | 130  | 124  | 109  | 108  | 102  |

| 1901 | 1906 | 1911 | 1921 | 1926 | 1931 | 1936 | 1946 | 1954 |
| ---- | ---- | ---- | ---- | ---- | ---- | ---- | ---- | ---- |
| 90   | 97   | 84   | 53   | 78   | 75   | 73   | 51   | 69   |

| 1962 | 1968 | 1975 | 1982 | 1990 | 1999 | 2005 | 2006 | 2010 |
| ---- | ---- | ---- | ---- | ---- | ---- | ---- | ---- | ---- |
| 80   | 97   | 182  | 200  | 214  | 203  | 240  | 245  | 237  |

| 2015 | 2020 | 2022 | - | - | - | - | - | - |
| ---- | ---- | ---- | - | - | - | - | - | - |
| 224  | 209  | 201  | - | - | - | - | - | - |

### Enseignement

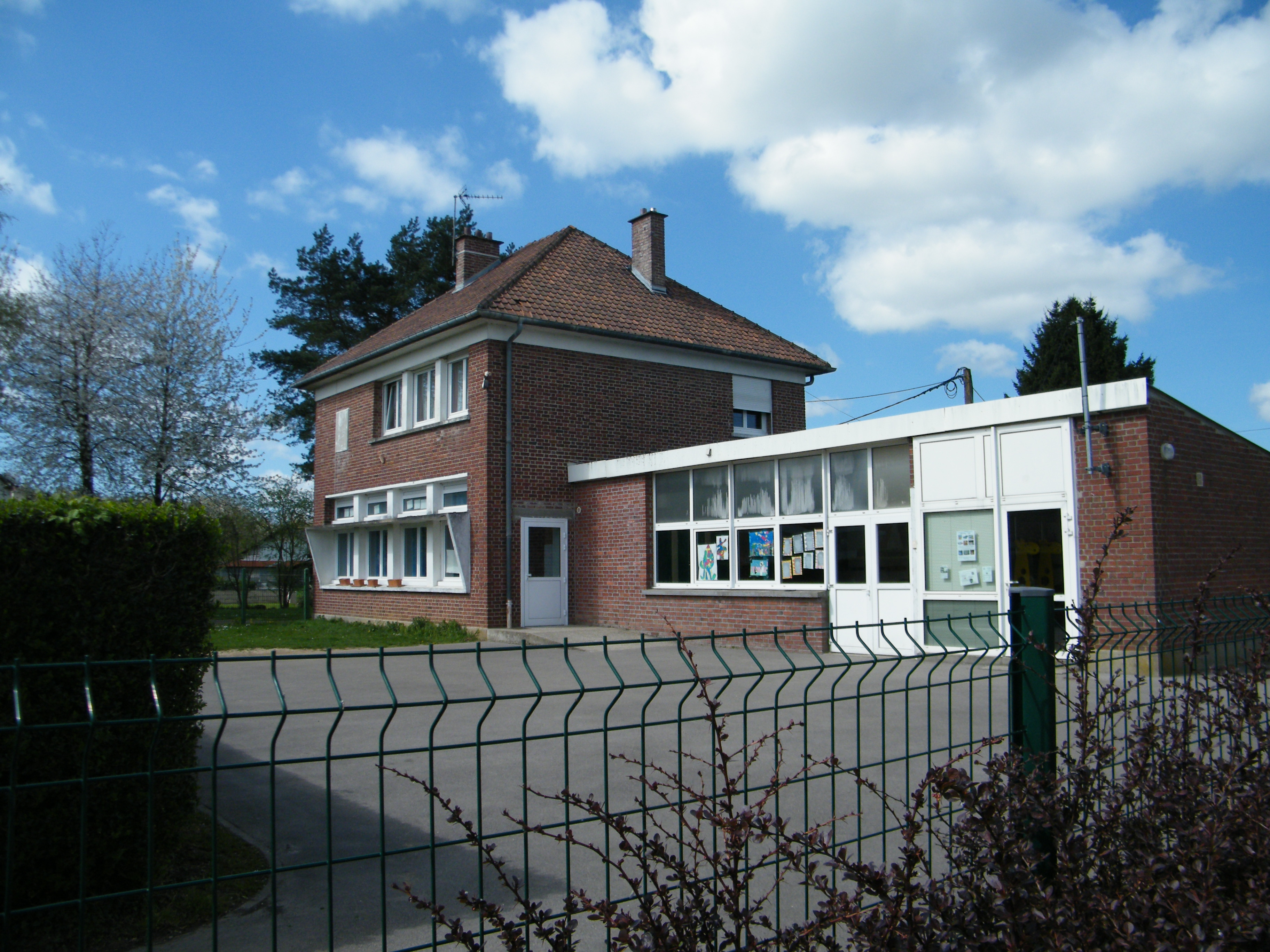
L'ancienne école.

En matière d'enseignement élémentaire, les enfants du village relèvent du regroupement pédagogique concentré organisé à l'école publique d'Oisemont, destinée à accueillir 300 élèves. La compétence scolaire est mise en œuvre par la communauté de communes Somme Sud-Ouest.

### Autres équipements

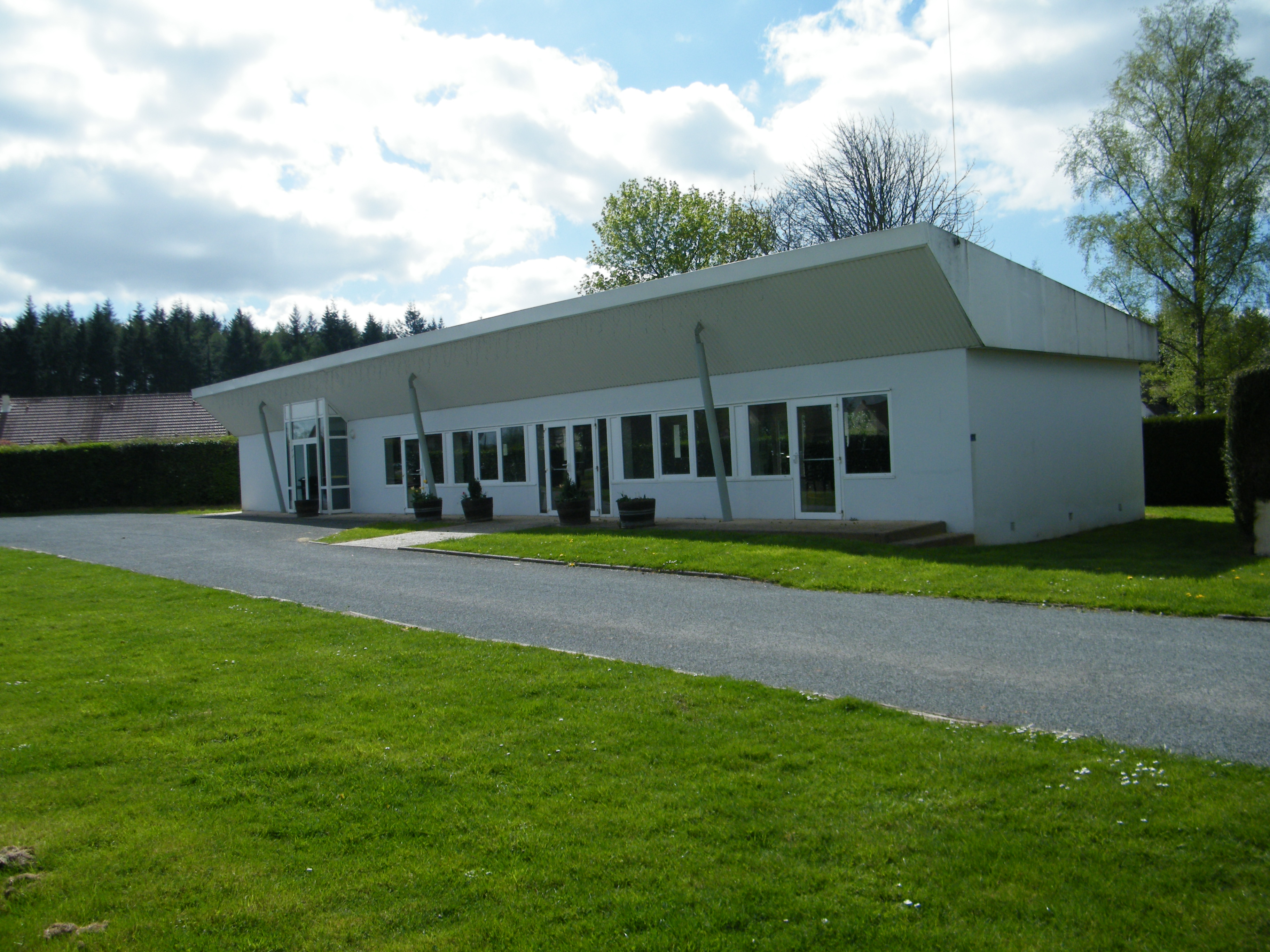
La salle communale.

## Culture locale et patrimoine

### Lieux et monuments
- Église Saint-Barthélemy de Mesnil-Eudin.
- Château de Bernapré et son jardin d'agrément[48].
- Puits patrimonial à Bernapré. Sa reconstitution donne lieu à une inauguration fin novembre 2015[49].
- Chapelle dédiée à Notre-Dame de Brebières à Bernapré[50].
- Monuments aux morts de Bernapré et du Mesnil-Eudin

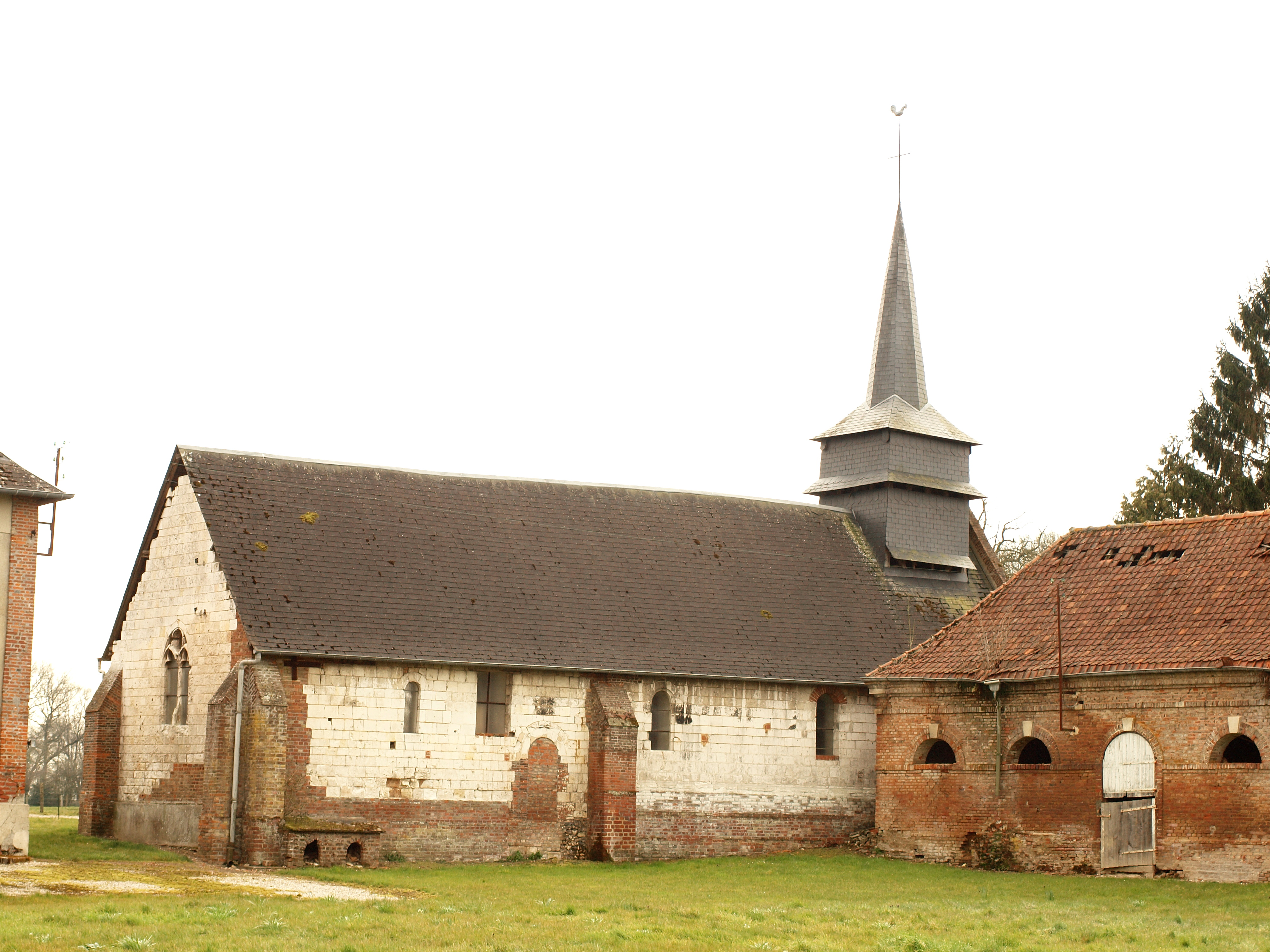
L'église de Bernapré.
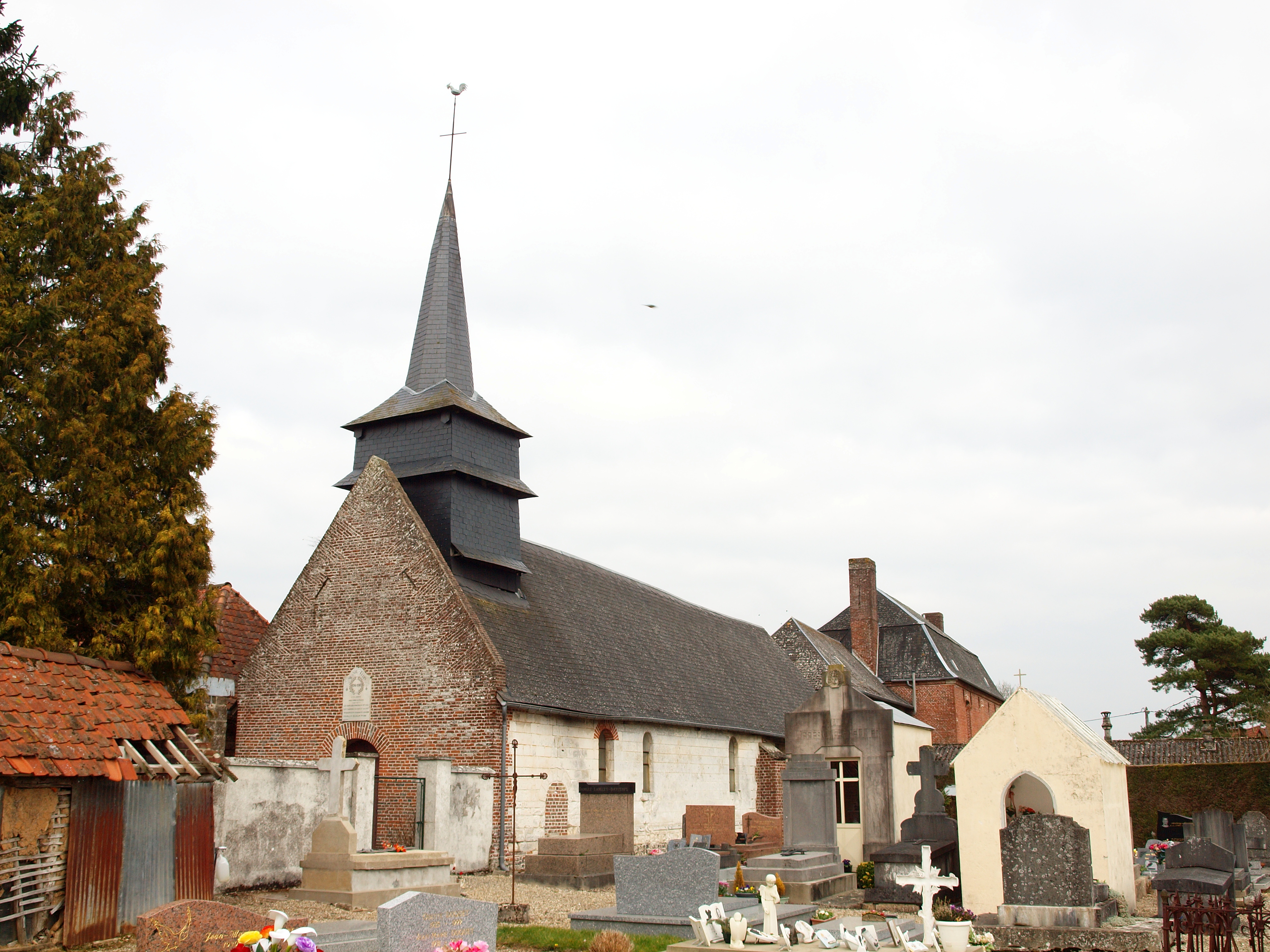
L'église de Bernapré et le cimetière
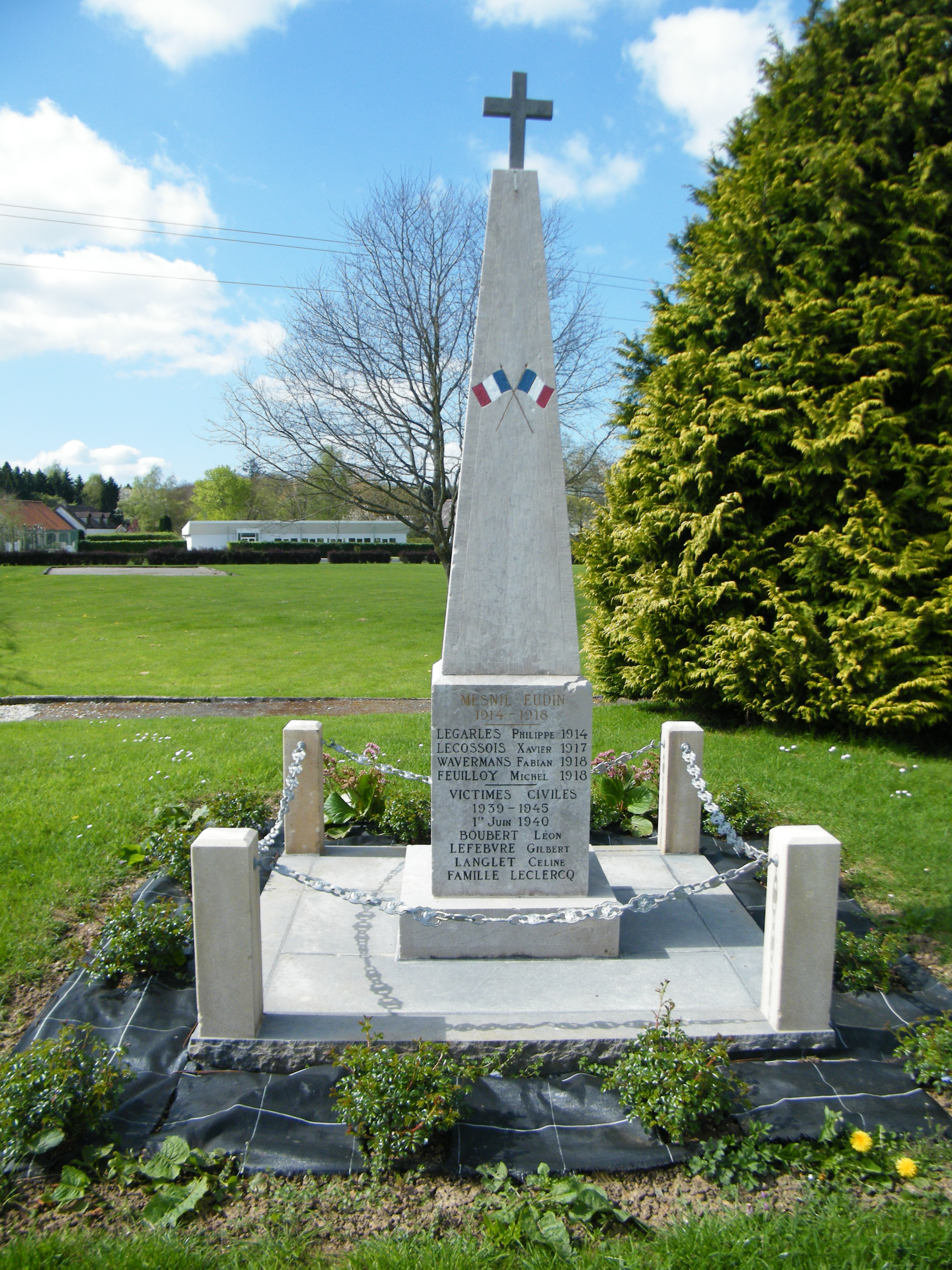
Monument aux morts de Mesnil-Eudin.
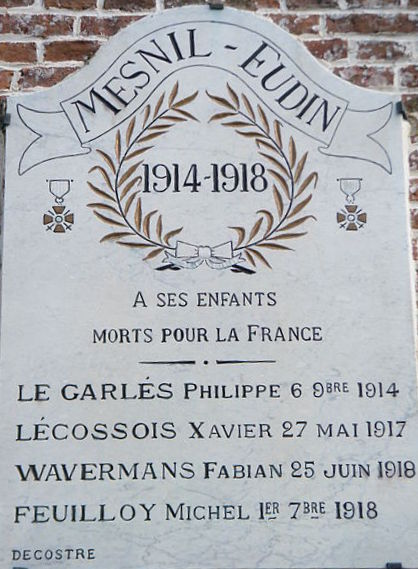
Commémoration à Mesnil-Eudin.

### Surnom
Pour leurs tenues excentriques et colorées, les habitants de Bernapré étaient affublés du nom jeté chés djais huppès d'Bernapré (les geais huppés de Bernapré).

## Pour approfondir